# Fundación Ángela Merayo
Fundación Ángela Merayo, también conocido como Fundación Merayo, es un centro cultural  que tiene su sede en la Casona Arriola ubicado en la localidad de Santibáñez de Porma (León). En el centro se desarrollan actividades que abarcan un amplio espectro cultural, artes plásticas, literarias, música, audiovisuales y como residencia temporal de artistas. Se fundó en el año 2011 por la artista Ángela Merayo.

## La Fundación Ángela Merayo
La Fundación Merayo fue creada por la artista berciana Ángela Merayo en el año 2011, consiguiendo hacerla realidad con su inauguración en 2014. Como centro cultural tiene como objetivos la promoción del arte, la cultura y los artistas. En los años que lleva funcionando se han desarrollado exposiciones de artistas españoles y de artistas con rango internacional, reconocidos por diversas disciplinas artísticas, pintura, fotografía, escultura, etc. además de otras propuestas, de tipo musical, literario, de divulgación cultural. El centro es pues, un centro vivo en pleno bullicio cultural y en comunión con el entorno natural de la zona.
La Fundación Merayo formar parte de un mapa cultural de la comarca de la Sobarriba que incluiría la Fundación Cerezales Antonino y Cinia, la Ruta de los Monasterios, el Museo de la Fauna Salvaje y otros muchos lugares de interés paisajístico, la montaña y el entorno del río Porma, según palabras de fundadora Ángela Merayo: 

Quiero que esta fundación se implique en la cultura leonesa y que sea un importante lugar de encuentro

En el año 2014 la Fundación se inauguró con la exposición, Telas al viento, en la que se exhibieron obras de 80 aristas contemporáneos, españoles y extranjeros, Ángela Merayo hacía realidad su deseo, y lo manifestaba de:

Crear en nuestra tierra de origen un centro encaminado a la creación y difusión artística, que fuera al tiempo contenedor de mi propia obra y espacio expositivo en el que pintores, escultores y artistas visuales en general encontraran la posibilidad de exponer temporalmente sus creaciones

La Fundación Merayo pretendía congregar a la gente del pueblo y de la provincia para disfrutar de las actividades artísticas realizas, tales como, conciertos, conferencias, lecturas de poemas o proyecciones, colaborando a dinamizar la cultural de la zona.

## Casona Arriola
La Casona Arriola es la sede de la Fundación Ángela Merayo, está formado por un conjunto de edificios con una larga historia entre sus paredes: casa señorial de una saga familiar, la del ingeniero Emilio Zapico Arriola (quien fue secuestrado y asesinado el 29 de septiembre de 1945), que aparece en la novela de Julio Llamazares Luna de lobos, llevada a la gran pantalla por Julio Sánchez Valdés. Debido a la tragedia la familia no quiso saber nada más de la casona, cediéndosela al Obispado y convirtiendo la casona en el preseminario y más tarde en el Seminario Menor. Cuando dejó de funcionar como seminario, la casona se ha utilizado para organizar muchos campamentos de verano, por donde han pasado niños y jóvenes de todo el panorama nacional durante más de 25 años. Años después, Ángela Merayo y su marido Jesús Carrión, a quienes les pareció que el espacio y el lugar eran el sitio apropiado para establecer la sede de su proyecto cultural, de promoción del arte, la cultura y los artistas, reconvirtieron el espacio en la Fundación Ángela Merayo.

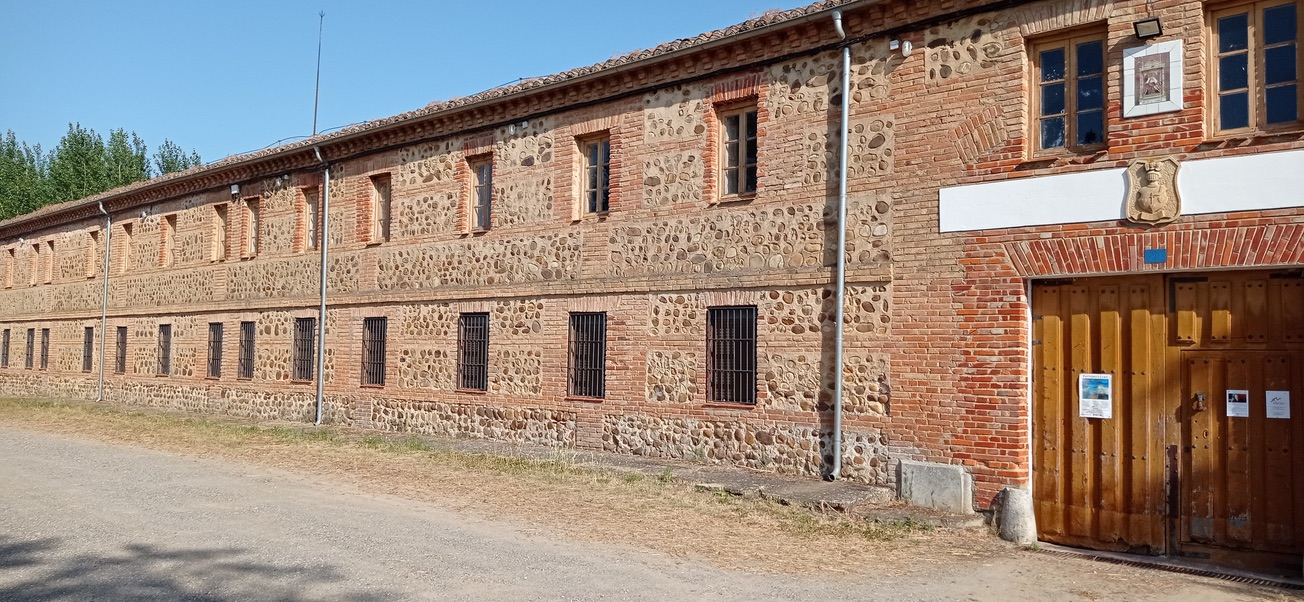
Fachada de la sede de la Fundación Ángela Merayo

## Centro cultural

### Exposiciones
La exposición permanente, exhibe las obras de Ángela Merayo en distintas dependencias del edificio, mostrando algunas de las series Conversaciones con Tagore, El despertar del ser, Mediterránea, Megalits. En el patio, hay una escultura de Amancio González y, a la entrada,  una pieza de la artista japonesa Maiko Maeda.
Exposiciones temporales de pintura, escultura, fotografía, audiovisuales e instalaciones, como la colectivas: Contextos Creativos, ‘Creación y diálogo’
La Fundación Merayo en la producción expositiva tiene en cuenta la itinerancia, así la exposición Poéticas Contemporáneas se ha podido visitar, también, en la Universidad de León, en 2017 en el Campus de Ponferrada, en 2018 en el Teatro El Albéitar en León y Centro Cultural Palacio de la Audiencia de Soria.

### Colaboraciones
La Fundación Merayo, trabaja por el desarrollo cultural leonés y para ello establece colaboraciones con diferentes instituciones, como la Universidad de León (ULE), estas actividades lo han sido bien para exposiciones de pintura, fotografía y escultura, como la denominada Después del silencio celebrada en la sala de exposiciones del Campus de Ponferrada.
Ha colaborado con el colectivo Entretejid@s con “Proyecto Ariadna”  con un trabajo de Land-art denominado “NIDOS”, 

### Otras actividades
Literarias
Primer Encuentro de Poetas Asturleoneses, reunió a 15 poetas que tenían en común de sentirse a la vez asturianos y leoneses.
Segundo Encuentro de Poetas Asturleoneses, coordinado por el poeta asturleonés Antonio Merayo, los poetas participantes fueron: Carmen Busmayor (León), Ricardo Magaz (León), Mar Braña (Asturias), Antonio Manilla (León), Alicia López Martínez (Asturias), Toño Morala (León) y Ángeles Carbajal (Asturias).
Musicales
Concierto de romances, Concierto Barroco de violonchelo y órgano cuyo intérprete, Miguel Ángel Viñuela Solla
Recitales poéticos musicales: Crear y creer a cargo de María Rosa Sánchez Suárez (voz, teclado: piano, órgano, clave) y Miguel Ángel Alegre Martínez (teclado, zanfona, concertina melódica).
DÍAS IMPARES: Diálogo con escritoras universales.
Conferencias.